# Ignition (album de Phenix)
 (novembre 2019).
Si vous disposez d'ouvrages ou d'articles de référence ou si vous connaissez des sites web de qualité traitant du thème abordé ici, merci de compléter l'article en donnant les références utiles à sa vérifiabilité et en les liant à la section « Notes et références ».
Albums de Phenix
Immortal Flame
Ignition est le 4e album studio du groupe Phenix, paru en 2019.

## Titres
1. Black Flag - 6 min 27 s
2. Ignition - 4 min 19 s
3. Heavy Load - 4 min 50 s
4. Missed Occasions - 7 min 29 s
5. Three Hundred - 13 min 20 s
6. Time Crisis - 6 min 53 s
7. Helpless - 5 min 49 s
8. Broken Toy - 5 min 08 s
9. Can't Stop Rocking - 4 min 26 s
10. The Infinite Search - 18 min 02 s

Auteur : Bertrand Gramond. Compositeurs : Sébastien Trève (1, 3, 4, 5, 7 et 10), Olivier Garnier (6 et 8) et Bertrand Gramond (2 et 9).

## Formation
- Eric Brézard-Oudot : batterie
- Olivier Garnier : guitares
- Bertrand Gramond : chant
- Anthony Phelippeau : basse
- Sébastien Trève : guitares